# Tassi Béla
Tassi Béla (Debrecen, 1911. november 27. – Budapest, 1986. október 27.) magyar színész. Az Állami Déryné Színház alapító tagja.

## Életpályája
Rózsahegyi Kálmán színiiskolájában szerzett színészi oklevelet. Pályáját 1934-től a Józsefvárosi Színházban kezdte. Kezdetben főleg operett-buffo szerepkörben foglalkoztatták, de vágyai mindig a prózai színész feladatai felé sarkallták, s erre később bőven volt lehetősége. 1950-ben a Vidám Színpadon játszott. 1951-től az Állami Déryné Színház társulatának egyik alapító tagja, illetve 1972-ig, nyugdíjazásáig a Népszínház művésze volt.

## Fontosabb színházi szerepei

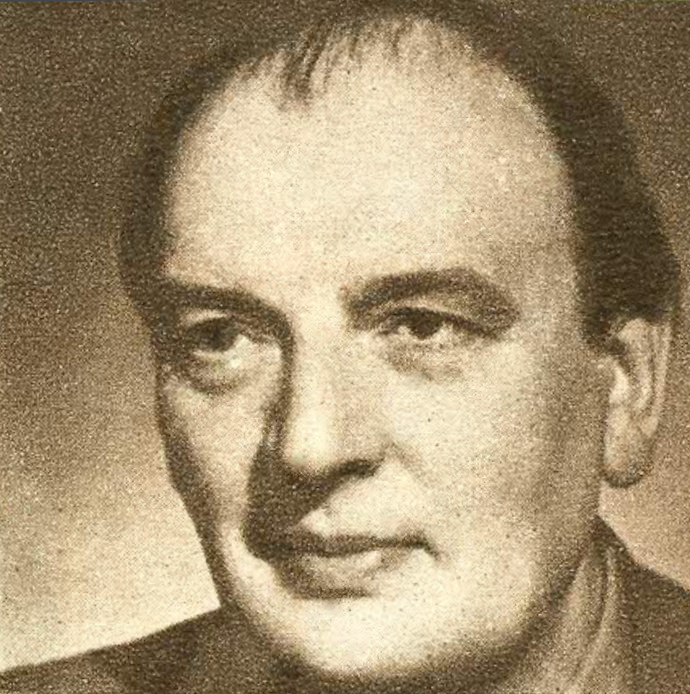
Portréja az Állami Déryné Színház Csongor és Tünde című kiadványában

- William Shakespeare: Rómeó és Júlia... Capulet
- William Shakespeare: Othello... A velencei doge
- Friedrich Schiller: Ármány és szerelem... Von Walter
- Molière: A botcsinálta doktor... Kutyesics
- Molière: Tartuffe... Orgon
- Molière: A nők iskolája... Chrysalde
- Eugène Scribe: Egy pohár víz... Bolingbroke
- Lope de Vega: A kertész kutyája... Ludovico
- Mark Twain: Koldus és királyfi... Lord Hertford
- Tudor Mușatescu: Titanic keringő... Spirache
- Vörösmarty Mihály: Csongor és Tünde... Kalmár
- Csiky Gergely: Ingyenélők (A proletárok)... Házmester
- Szigligeti Ede: A mama... Szekfü Tivadar
- Jókai Mór: A szerelem bolondjai... Harter Nándor
- Jókai Mór: Fekete gyémántok... Waldemár herceg
- Jókai Mór: A lőcsei fehér asszony... Andrássy István báró
- Mikszáth Kálmán: Szent Péter esernyője... Müncz Jónás; Müncz Móricz
- Kosztolányi Dezső - Felkai Ferenc: Édes Anna... Vizy Kornél, miniszteri tanácsos
- Heltai Jenő: A néma levente... Mátyás király
- Heltai Jenő: A tündérlaki lányok... A báró
- Bárány Tamás: A szülő is ember... Szász, igazgató
- Major Ottó: Határszélen... Závodszky Elemér
- Kertész Erzsébet – Pápa Relli: Szeptember végén... Szendrey Ignác
- Majoros István: Vakvágány... Makár, gondnok
- Dékány András – Baróti Géza: Dankó Pista... Ördögh
- Tabi László: Esküvő... Dr. Baranyai-Burger Antal
- Tabi László: Különleges világnap... Dr. Baranyai-Burger Antal
- Urbán Ernő: Gál Anna diadala... Sólyom Lajos
- Grigorij Gorin: Világraszóló lakodalom... Vazul

## Szinkronszerepei
| Év   | Cím               | Szereplő      | Színész          | Szinkron év |
| ---- | ----------------- | ------------- | ---------------- | ----------- |
| 1950 | Hatalmas erő      | N/A           | N/A              | 1950        |
| 1950 | Titkos megbízatás | Kaltenbrunner | Mark Percovszkij | 1951        |